# We All Together
I We All Together sono stati una band rock di ispirazione tardo-beatlesiana formatasi in Perù all'inizio degli anni settanta.
I loro brani, le cui armonie ricordavano i pezzi dei Beatles più romantici e melodiosi, erano cantati in inglese.
A riprova della loro eccellente qualità, superiore a molti gruppi che si ispiravano al quartetto di Liverpool, i loro album sono stati riediti negli Stati Uniti negli anni novanta.

## Formazione
- Carlos Guerrero - voce
- Manuel Cornejo - batteria
- Saul Cornejo - chitarra
- Ernesto Samame - basso
- Carlos Salom - piano, organo
- F.Varvande

## Discografia

### Album
- We All Together (1973, LP)
- 2 (1974, LP)